# Megarhyssa gloriosa
Megarhyssa gloriosa là một loài tò vò trong họ Ichneumonidae.